# Sant Pere de Perafort
Sant Pere de Perafort és un monument del municipi de Perafort (Tarragonès) protegit com a bé cultural d'interès local.
És una església de planta basilical de tres naus amb tres trams cadascuna. La central acaba amb un absis semiesfèric sobre trompes daurades. A aquest darrer sector, hi ha frescos de Guillem Soler (1940) amb escenes de la vida de Sant Pere. A banda i banda de l'altar hi ha portes neoclàssiques.
El cor se situa sobre un arc escarser que hi ha al primer tram de la nau principal. Les tres naus estan dividides per arcs i pilastres amb arcs faixons que reforcen la volta de la nau central. Entre arc i arc hi ha sis finestrals, per sota dels quals corre una cornisa que dona unitat a la nau central.
A les naus laterals es formen capelles: tres a l'esquerra i dues a la dreta; ja que la primera d'aquest costat està ocupada pel campanar. Comunicades entre si per arcs de mig punt, a la primera, a mà esquerra, hi ha el baptisteri amb pintures de l'autor abans esmentat, però posteriors i més senzilles.
La pila baptismal imita les d'època romànica.
De façana senzilla, té un frontó triangular, un ull de bou i una porta amb arc escarser, de carreus ben treballats. A mà dreta hi ha el campanar, de planta quadrada, al primer cos, i vuitavada, al segon.

## Història
El 1727, els parroquians de Perafort del Codony, de les Franqueses i de Puigdelfí es reuniren per decidir el trasllat de l'antiga parròquia del Codony (edifici del segle xiv, reformat posteriorment), que havia estat en servei fins al 1726 quan ja les cases del Codony es devien haver anat traslladant a poca distància de la vila de Perafort.
Una vegada resolt el problema, les obres foren dirigides per Pere Magrinyà dels Quarts, Miquel Bardina de Perafort, Josep Sanahuja de Puigdelfí i Pere Torrella del Codony.
Aquesta nova església, per a la construcció de la qual s'empraren tots els materials de l'església vella, prengué el nom de Sant Pere del Codony o de Perafort, fins que, el 1842, en fusionar-se tots dos termes, s'arraconà definitivament el nom "del Codony".
El 1936 desaparegueren els retaules que hi havia, entre els quals cal destacar el de l'altar major, una Dolorosa i un Crist, gòtics, procedents de l'antic Codony; el retaule del Roser de F. Bonifàs -escultor de Valls resident a Tarragona- del 1792.
Un altre retaule, el de Sant Sebastià -també gòtic- no fou cremat sinó recollit pels Serveis Artístics de la Generalitat, encara que no se sap on va anar a parar.